# GSC 03549-02811
GSC 03549-02811  ist ein 652 Lichtjahre von der Erde entfernter Gelber Zwerg mit einer Rektaszension von 19h 07m 14s und
einer Deklination von +49° 18' 59". Er besitzt eine scheinbare Helligkeit von 11,41 mag. Im Jahre 2006 entdeckte Francis O’Donovan einen extrasolaren Planeten, der diesen Stern umkreist. Dieser trägt den Namen TrES-2.